# Орден Короны Таиланда
Орден Короны Таиланда (тайск. เครื่องราชอิสริยาภรณ์อันมีเกียรติยศยิ่งมงกุฎไทย — Наиблагороднейший орден Короны Таиланда) — государственная награда Королевства Таиланд, орден, присуждаемый за военные и гражданские заслуги.

## История
29 декабря 1869 года король Сиама Рама V Чулалонгкорн учредил Наиблагороднейший орден Короны Сиама для награждения членов королевской семьи, государственных служащих, других подданных и иностранцев за заслуги перед Королевством Сиам.
Первоначально награда имела 5 степеней и 2 медали, позже (в 1918 году) король Рама VI Вачиравудх учредил специальный класс ордена — Рыцарь Большой ленты.
В 1948 году наименование награды было изменено на Наиблагороднейший орден Короны Таиланда.

## Статут
Орденом от имени короля награждаются военные и гражданские, мужчины и женщины, тайские подданные и иностранцы за заслуги перед Королевством Таиланд.

Степень достоинства (класс ордена) зависят от статуса награждаемого лица.

Высшими должностными лицами ордена являются: Глава ордена — суверен Таиланда (правящий король), гроссмейстер (обычно один из старших наследных принцев), канцлер и секретарь.

## Классы

### Специальный класс
— Рыцарь Большой ленты — для награждения лиц, имеющих звание генерал-лейтенанта или равный ему ранг.

Рыцарь Большой ленты носит знак ордена на шейной орденской цепи (без ленты) или шёлковую ленту-перевязь цветов государственного флага шириной 10 см через левое плечо со знаком ордена у правого бедра, звезду ордена на левой стороне груди, а в особо торжественных случаях носят поверх униформы (костюма) синюю шёлковую мантию ниже колен с очень широкими рукавами, золотыми кружевами и вышитым золотом на левой стороне груди изображением звезды Рыцаря Большой ленты.

### Первый класс
— Рыцарь Большого креста — для награждения лиц, имеющих звание бригадира или равный ему ранг.

Рыцарь Большого креста носит шёлковую орденскую ленту-перевязь шириной 10 см через правое плечо со знаком ордена у левого бедра, и звезду I класса на левой стороне груди.

### Второй класс
— Рыцарь-командор —  для награждения лиц, имеющих звание полковника или равный ему ранг.

Рыцарь-командор носит звезду II класса на левой стороне груди и знак ордена на шейной ленте шириной 4 см, дама-командор — звезду II класса (несколько меньшего размера) и знак ордена на банте с розеткой у левого плеча.

### Третий класс
— Командор —  для награждения лиц, имеющих звание майора или равный ему ранг.

Командор носит знак III класса (идентичен знаку II класса) на шейной ленте шириной 4 см, леди-командор — на банте с розеткой у левого плеча.

### Четвёртый класс
— Офицер —  для награждения лиц, имеющих звание первого лейтенанта или равный ему ранг.

Офицеры носят знак IV класса на ленте с розеткой на левой стороне груди, дамы — на банте с розеткой у левого плеча.

### Пятый класс
— Кавалер —  для награждения лиц, имеющих звание унтер-офицера или равный ему ранг.

Кавалеры носят знак V класса на ленте без розетки на левой стороне груди, леди — на банте без розетки у левого плеча.

### Медали ордена
— Золотая медаль и Серебряная медаль находятся вне классов Ордена Белого слона и вручаются лицам, социальный статус которых, в соответствии со статутом, не допускает награждения их этим орденом.

Медаль носится на орденской ленте без розетки, мужчинами  — на левой стороне груди, женщинами — у левого плеча.